# Tomosvaryella similis
Tomosvaryella similis är en tvåvingeart som först beskrevs av Hough 1899.  Tomosvaryella similis ingår i släktet Tomosvaryella och familjen ögonflugor. Inga underarter finns listade i Catalogue of Life.